# 李秉彝 (嘉靖進士)
李秉彝（1492年—？年），字天常，山西太原府石州人，民籍。

## 生平
治《易經》，行六，由國子生中式己卯科（1519年）山西鄉試第六名舉人，年三十二歲中式嘉靖二年（1523年）癸未科會試第八十三百二十六名，第三甲第二十五名進士。官蠡县知县。

## 家族
曾祖李榮。祖父李大諒。父李敬。母王氏。具庆下。兄秉忠、秉孝、秉賢、秉良、秉信。